# 中国核学会
中国核学会是中国核科学、核技术，与核工程领域的学术组织，隶属于中国科学技术协会，挂靠在中国核工业集团公司。

## 概况
中国核学会成立于1980年，首任理事长为王淦昌。同年加入中国科学技术协会，现挂靠在中国核工业集团公司。学会共有包括辐射防护分会、计算物理分会等在内的共21个专业分会。中国核学会还是太平洋地区核理事会（Pacific Nuclear Council）的成员单位。

## 出版物
- 《核科学与工程》
- 《核技术》
- 《辐射防护》
- 《计算物理》
- 《核化学与放射化学》

## 历任理事长
- 第一届：王淦昌
- 第二届：姜圣阶
- 第三届：汪德熙
- 第四届：钱皋韵
- 第五届：王乃彦
- 第六届：王乃彦
- 第七届：李冠兴
- 第八届：李冠兴
- 第九届：王寿君[2]